# La luce dell'est
La luce dell'est è un brano musicale scritto nel 1972 da Lucio Battisti e Mogol. È stato pubblicato nel novembre di quell'anno come prima traccia dell'album Il mio canto libero.

## Il brano
Il testo è formato da cinque parti intercalate, di cui tre si svolgono nel presente e due riguardano un lontano struggente ricordo. Un uomo passeggiando in compagnia in un bosco, ripensa ad una donna slava conosciuta durante un viaggio nell'Europa orientale (si vedano i riferimenti linguistici). Con lei ha vissuto un sentimento intenso e ingenuo ma tutto si è interrotto bruscamente con la partenza di lui; l'episodio meno chiaro è proprio la sua fuga, che tuttavia appare inevitabile (si potrebbe pensare ad un ragazzo non autonomo, in viaggio con i familiari o con compagni, che deve rientrare con loro). Il passaggio tra i brani riguardanti i ricordi e quelli riferiti al presente è scandito da un rumore (prima un ramo calpestato, poi un colpo di fucile) che lo distrae dai ricordi e lo riporta a pensare alla sua attuale compagna che gli è accanto e che lo investe di un sentimento non meno forte della dolcezza del ricordo.
Molto diffusa, come è possibile verificare anche in rete, l'interpretazione erronea del testo che, non distinguendo i ricordi dalle parole riguardanti il presente, giunge perfino a attribuire il colpo di fucile da caccia del presente, che riporta alla realtà il protagonista assorto nei pensieri, ad una presunta uccisione della donna che, nell'immagine forse più forte dell'intero testo, non riusciva a frenare l'impeto di inseguire a piedi l'auto con cui lui se ne andava o veniva "portato via".
Di particolare interesse è il ritornello, che viene ripetuto per due volte e mezzo nell'intero brano, di notevole stampo romantico e che rispecchia tutte le sfumature dell'amore provato dall'uomo nei confronti della donna attuale: "A te che sei il mio presente, a te la mia mente e come uccelli leggeri, fuggon tutti i miei pensieri, per lasciar solo posto al tuo viso che come un sole rosso acceso, arde per me". Caratterizzato da diverse metafore e da una similitudine allegra, viene considerato tra i ritornelli più belli e romantici della musica italiana.

## Cover
- Ricchi e Poveri (album Dimmi quando, 1985)[1]
- Richard Clayderman (album Stories, 1989)[1]
- Dino (album Te lo leggo negli occhi, 1996)[1]
- Raffaele Tedesco (album Le canzoni con Battisti-1, 1999)[1]
- Bruno Conte (album Bruno Conte interpreta Battisti, 2001)[1]
- Drivhell (album Dedicato a Lucio Battisti, 2001)[1]
- Maurizio Vandelli/Helena (album Emozioni dal vivo, 2004)[1]